# Triaenodes melanopeza
Triaenodes melanopeza là một loài Trichoptera trong họ Leptoceridae. Chúng phân bố ở miền Australasia.